# Саргатский район
Сарга́тский район — административно-территориальная единица (район) и муниципальное образование (муниципальный район) в центре Омской области России.
Административный центр — рабочий посёлок Саргатское.

## География
Площадь района — 3800 км². Основная река — Иртыш.

## История
Район был образован Постановлением ВЦИК от 25 мая 1925 года путём преобразования Саргатской укрупнённой волости Тюкалинского уезда Омской губернии. Район вошёл в состав Омского округа Сибирского края.

## Население
| 1926    | 1959    | 1970    | 1979    | 1989    | 2002    |
| ------- | ------- | ------- | ------- | ------- | ------- |
| 28 672  | ↗31 381 | ↘26 414 | ↘23 326 | ↗23 923 | ↘22 320 |
| 2009    | 2010    | 2011    | 2012    | 2013    | 2014    |
| ↘21 821 | ↘20 014 | ↘19 967 | ↘19 885 | ↘19 589 | ↘19 438 |
| 2015    | 2016    | 2017    | 2018    | 2019    | 2020    |
| ↘19 244 | ↘18 965 | ↘18 742 | ↘18 706 | ↘18 526 | ↘18 405 |
| 2021    | 2023    |         |         |         |         |
| ↘16 348 | ↘16 047 |         |         |         |         |

### Урбанизация
В городских условиях (рабочий посёлок Саргатское) проживают 46,96 % населения района.

### Национальный состав
По Всероссийской переписи населения 2010 года
| Национальность  | Численность населения, чел. | Доля от населения |
| --------------- | --------------------------- | ----------------- |
| Русские         | 17757                       | 88,72             |
| Немцы           | 772                         | 3,86              |
| Казахи          | 340                         | 1,70              |
| Украинцы        | 296                         | 1,48              |
| Татары          | 211                         | 1,05              |
| Прочие нации    | 638                         | 3,19              |
| Итого по району | 20014                       | 100,00            |

## Муниципально-территориальное устройство
В Саргатском районе 42 населённых пункта в составе 1 городского и 8 сельских поселений:
| № | Городское и сельские поселения     | Административный центр     | Количество населённых пунктов | Население | Площадь, км2 |
| - | ---------------------------------- | -------------------------- | ----------------------------- | --------- | ------------ |
| 1 | Саргатское городское поселение     | рабочий посёлок Саргатское | 4                             | ↘7812     | 251,11       |
| 2 | Андреевское сельское поселение     | село Андреевка             | 5                             | ↘1374     | 477,71       |
| 3 | Баженовское сельское поселение     | село Баженово              | 6                             | ↘1432     | 543,84       |
| 4 | Верблюженское сельское поселение   | деревня Верблюжье          | 2                             | ↘885      | 159,08       |
| 5 | Нижнеиртышское сельское поселение  | село Нижнеиртышское        | 1                             | ↘1270     | 145,81       |
| 6 | Новотроицкое сельское поселение    | село Новотроицк            | 9                             | ↘981      | 708,62       |
| 7 | Увалобитиинское сельское поселение | деревня Увальная Бития     | 4                             | →676      | 194,13       |
| 8 | Хохловское сельское поселение      | село Хохлово               | 6                             | ↘968      | 567,54       |
| 9 | Щербакинское сельское поселение    | село Щербаки               | 5                             | ↘649      | 683,14       |

| №  | Населённый пункт | Тип             | Население | Муниципальное образование          |
| -- | ---------------- | --------------- | --------- | ---------------------------------- |
| 1  | Аксёново         | деревня         | ↘123      | Увалобитиинское сельское поселение |
| 2  | Александровка    | деревня         | ↘15       | Хохловское сельское поселение      |
| 3  | Алексеевка       | деревня         | ↘108      | Новотроицкое сельское поселение    |
| 4  | Андреевка        | село            | ↘828      | Андреевское сельское поселение     |
| 5  | Баженово         | село            | ↘793      | Баженовское сельское поселение     |
| 6  | Балангуль        | аул             | 10        | Новотроицкое сельское поселение    |
| 7  | Беспалово        | деревня         | ↘157      | Щербакинское сельское поселение    |
| 8  | Большешипицыно   | деревня         | ↘71       | Новотроицкое сельское поселение    |
| 9  | Верблюжье        | деревня         | 965       | Верблюженское сельское поселение   |
| 10 | Галицыно         | деревня         | ↘100      | Новотроицкое сельское поселение    |
| 11 | Горькое          | деревня         | ↘121      | Щербакинское сельское поселение    |
| 12 | Десподзиновка    | деревня         | ↗453      | Новотроицкое сельское поселение    |
| 13 | Заготзерно       | посёлок         | 151       | Саргатское городское поселение     |
| 14 | Ивановка         | деревня         | 580       | Андреевское сельское поселение     |
| 15 | Индеры           | деревня         | ↘103      | Новотроицкое сельское поселение    |
| 16 | Интенис          | деревня         | ↘171      | Хохловское сельское поселение      |
| 17 | Казырлы          | деревня         | ↘66       | Хохловское сельское поселение      |
| 18 | Калачёвка        | деревня         | ↘139      | Увалобитиинское сельское поселение |
| 19 | Калмакуль        | деревня         | ↘107      | Щербакинское сельское поселение    |
| 20 | Карманово        | деревня         | ↘125      | Хохловское сельское поселение      |
| 21 | Красный Путь     | деревня         | 291       | Андреевское сельское поселение     |
| 22 | Куртайлы         | деревня         | ↘67       | Новотроицкое сельское поселение    |
| 23 | Кушайлы          | деревня         | ↘59       | Саргатское городское поселение     |
| 24 | Михайловка       | деревня         | ↘407      | Баженовское сельское поселение     |
| 25 | Нижнеиртышское   | село            | ↘1270     | Нижнеиртышское сельское поселение  |
| 26 | Нижняя Бития     | деревня         | ↘52       | Увалобитиинское сельское поселение |
| 27 | Николаевка       | деревня         | ↘74       | Баженовское сельское поселение     |
| 28 | Новопокровка     | деревня         | ↘73       | Баженовское сельское поселение     |
| 29 | Новотроицк       | село            | ↗804      | Новотроицкое сельское поселение    |
| 30 | Орловка          | деревня         | ↘83       | Хохловское сельское поселение      |
| 31 | Павловка         | деревня         | ↘99       | Баженовское сельское поселение     |
| 32 | Плоское          | деревня         | ↘93       | Новотроицкое сельское поселение    |
| 33 | Преображеновка   | деревня         | ↘328      | Баженовское сельское поселение     |
| 34 | Саргатское       | рабочий посёлок | ↘7535     | Саргатское городское поселение     |
| 35 | Степановка       | деревня         | ↘54       | Андреевское сельское поселение     |
| 36 | Тамбовка         | деревня         | 185       | Верблюженское сельское поселение   |
| 37 | Увальная Бития   | деревня         | ↘601      | Увалобитиинское сельское поселение |
| 38 | Урусово          | деревня         | ↘189      | Саргатское городское поселение     |
| 39 | Хохлово          | село            | ↗784      | Хохловское сельское поселение      |
| 40 | Черноозерье      | деревня         | ↘187      | Андреевское сельское поселение     |
| 41 | Шарапово         | деревня         | ↘5        | Щербакинское сельское поселение    |
| 42 | Щербаки          | село            | ↗752      | Щербакинское сельское поселение    |

## Достопримечательности
Памятники истории, архитектуры, археологии и монументального искусства района
- Позднепалеолитическая стоянка Черноозерье II на Черноозёрской гриве — сезонный лагерь охотников на бизонов[21][22][23]
- Памятник мезолита Черноозерье VIa[24]
- Дом, в котором размещался волостной совет крестьянских депутатов, Саргатское
- 6 археологических памятников — курганные группы, курганы и курганный могильник Саргатское (саргатская культура)
- Курганные группы I тысячелетие до н. э., западный берег реки Иртыш
- Участок Московско-Сибирского тракта, кушайлинская гать деревня Кушайлы
- Кушайлинский форпост — первое поселение района, деревня Кушайлы
- 3 археологических памятника — поселения; деревня Кушайлы
- Могила А. И. Шеломенцева, матроса, одного из организаторов партизанского движения в прииртышье в 1919—1920 году, организована в 1925 году, деревня Интенис
- Место боя партизан с колчаковцами 1918—1919 годы, северо-восточная часть озера Интенис
- Обелиск воинам-землякам, погибшим в годы Великой Отечественной войны 1941—1945 годы, установлен в 1951 году, село Хохлово
- 8 археологических памятников — поселения, курганные группы и курганы; село Андреевка
- 8 археологических памятников — стоянки палеолита и мезолита, поселения, городище, курган и коридорный могильник; здесь же близ деревни в 1919 году базировался красногвардейский партизанский отряд; деревня Чёрноозерье
- Братская могила партизан, расстрелянных колчаковцами в 1919 году, организована в 1923 году, село Баженово
- Поселение «Николаевка-4» X—XII века до н. э., деревня Николаевка
- Могила К. А. Хорошуна, Героя Социалистического Труда, организатора совхозного производства, село Нижнеиртышское и ряд других